# マッティーア・ザノッティ
マッティーア・ザノッティ（Mattia Zanotti, 2003年1月11日 - ）は、イタリア・ブレシア出身のサッカー選手。FCルガーノ所属。ポジションはディフェンダー。

## 経歴

### クラブ
2003年1月11日、イタリア・ロンバルディア州のブレシアに生まれ、ロナート・デル・ガルダの町で育った。地元のクラブであるヴィルトゥス・フェラルピ・ロナートでサッカーを始め、8歳の時にブレシア・カルチョの下部組織に加入。2017年にはFCインテルナツィオナーレ・ミラノの下部組織に加わった。2021年10月には、2025年6月までの契約で初のプロ契約を締結。12月12日に行われたセリエA第17節のカリアリ・カルチョ戦で、4-0で勝ち越している中、試合終盤から交代出場しプロデビューを果たした。また、この2021-22シーズンにはプリマヴェーラの一員として、カンピオナート・プリマヴェーラ1のタイトルも獲得した。
2023年7月3日、スイス・スーパーリーグのFCザンクト・ガレンに1年間の期限付き移籍で加入した。第12節のグラスホッパー戦ではプロとしての初得点を記録するなど、年間を通じてレギュラーとして出場し、シーズン終了後にはリーグ公式のベスト11に選出された。
2024年7月13日、スーパーリーグのFCルガーノに2028年6月までの4年契約で加入した。スイスでの2年目となったこのシーズンも主力として活躍し、2年連続でリーグ公式のベスト11に名を連ねた。

### 代表
各ユース世代のイタリア代表歴を持ち、2023年にはU-20イタリア代表として2023 FIFA U-20ワールドカップに参加して準優勝メンバーの一員となった。2025年にはU-21イタリア代表の一員として、UEFA U-21欧州選手権2025に参加した。

## タイトル
インテル
- カンピオナート・プリマヴェーラ1：2021-22
- コッパ・イタリア：2022-23
- スーペルコッパ・イタリアーナ：2022